# Сен Сирг
Сен Сирг (на френски: Saint-Cirgues, [sɛ̃ siʁɡ]) е село в южна Франция, част от департамента Лот на регион Окситания. Населението му е около 330 души (2020).
Разположено е на 555 метра надморска височина на югозападните склонове на Централния масив, на 17 километра северно от Фижак и на 32 километра югозападно от Орияк. Селището е наречено киликийския светец от IV век Кирик.

## Известни личности
Починали в Сен Сирг
- Жеро д'Орияк (855 – 909), благородник (?)